# Freiria (Torres Vedras)
Freiria es una freguesia portuguesa situada en el municipio de Torres Vedras. Según el censo de 2021, tiene una población de 2436 habitantes.